# Condado de Berkshire
O Condado de Berkshire é um dos 14 condados do estado norte-americano de Massachusetts. A sede do condado é Pittsfield, e sua maior cidade e capital é Pittsfield.
O condado possui uma área de 2.451 quilómetro quadrado, dos quais 39 quilômetros estão cobertos por água. Sua população] é de 134.953 habitantes, e tem densidade populacional de 56 hab/km², segundo o censo de 2000).
O condado foi fundado em 1685.